# Bodø kommun
Bodø kommun (norska: Bodø kommune) är en kommun i Nordland fylke i norra Norge. Kommunen ligger norr om polcirkeln och har midnattssol från 4 juni till 8 juli. Centralort är staden Bodø.

## Historia
Staden Bodø grundades 1816 och var från början tänkt som en handelsort för nordnorska fiskare istället för Bergen. Men staden fick inte den önskade tillväxten och mycket av handelstrafiken fortsatte att gå mellan Lofoten och Bergen.
1824 hade Bodø enbart 210 invånare och vid flera tillfällen fördes diskussioner om huruvida Bodøs stadsrättigheter skulle återkallas. De goda sillfångståren på 1860-talet gjorde emellertid att staden växte och när sillen försvann fanns alternativa möjligheter.
Under andra världskriget ockuperades staden av tyskarna och vid invasionen i april och maj 1940 blev två tredjedelar av bebyggelsen förstörd och 3 700 människor hemlösa.

### Administrativ historik
Den nuvarande kommunen är resultatet av den ursprungliga staden (inrättad enligt beslut i Stortinget 1816). När det lokala kommunala självstyret infördes 1837 fick kommunen dock inte stadsrättigheter. 
Gränserna emot Bodins kommun, som tidigare utgjort Bodø Landdistrikt, justerades 1938 och 1959.
Bodø och Bodins kommuner sammanfogades 1968. 1984 överfördes ett område med 22 invånare från Sørfolds kommun.
Dagens gränser uppstod 2005 när Bodø slogs ihop med Skjerstads kommun.

## Kommunvapen
Dagens kommunvapen föreställer en gul sol mot en röd bakgrund. Motivet föreställer midnattssolen. Bodø är den första staden norr om polcirkeln.

### Upphörda kommunvapen inom den nuvarande kommunen

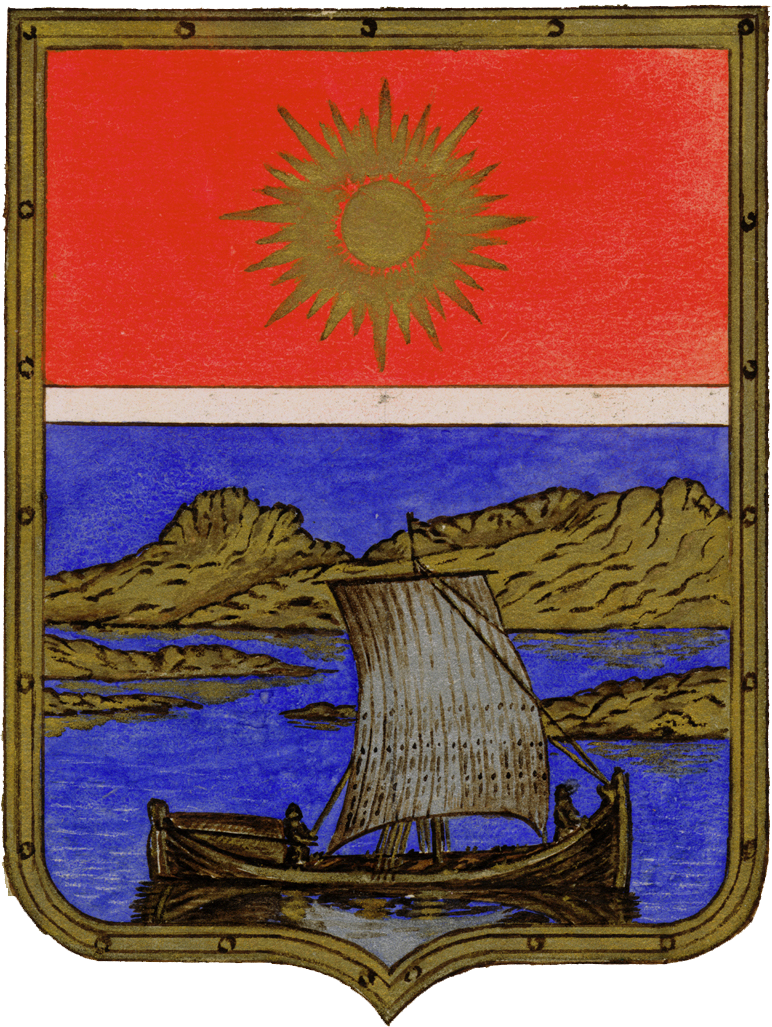
Bodø kommun (1889–1959)
Skjerstads kommun (1991–2004)

## Kommunikationer
Staden är angöringshamn för Hurtigruten och slutstation på järnvägslinjen Nordlandsbanen, från Trondheim, vilken invigdes den 7 juni 1962. Flygplats med över 1 700 000 passagerare/ år. Första civila flygrutten till Oslo öppnades den 12 maj 1952.

## Sevärdheter

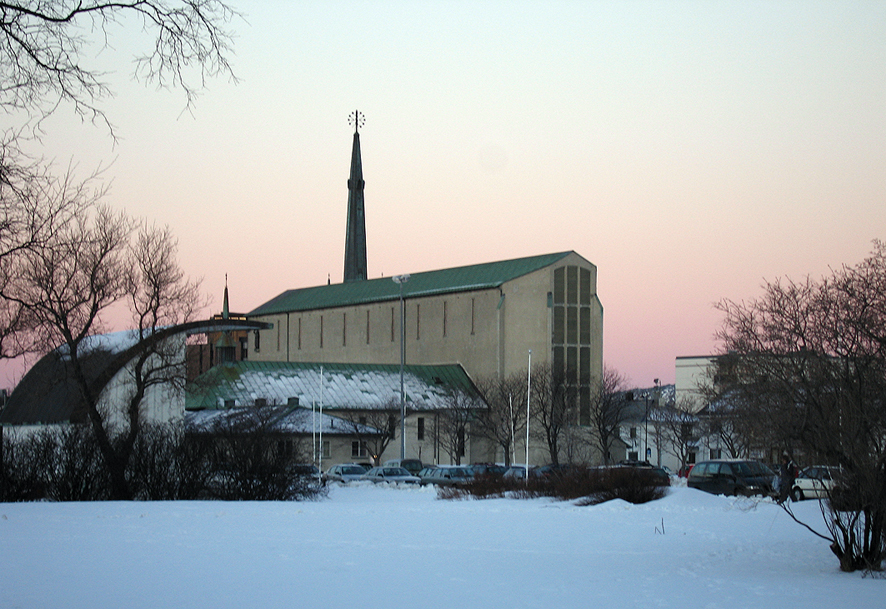
Bodø domkyrka.

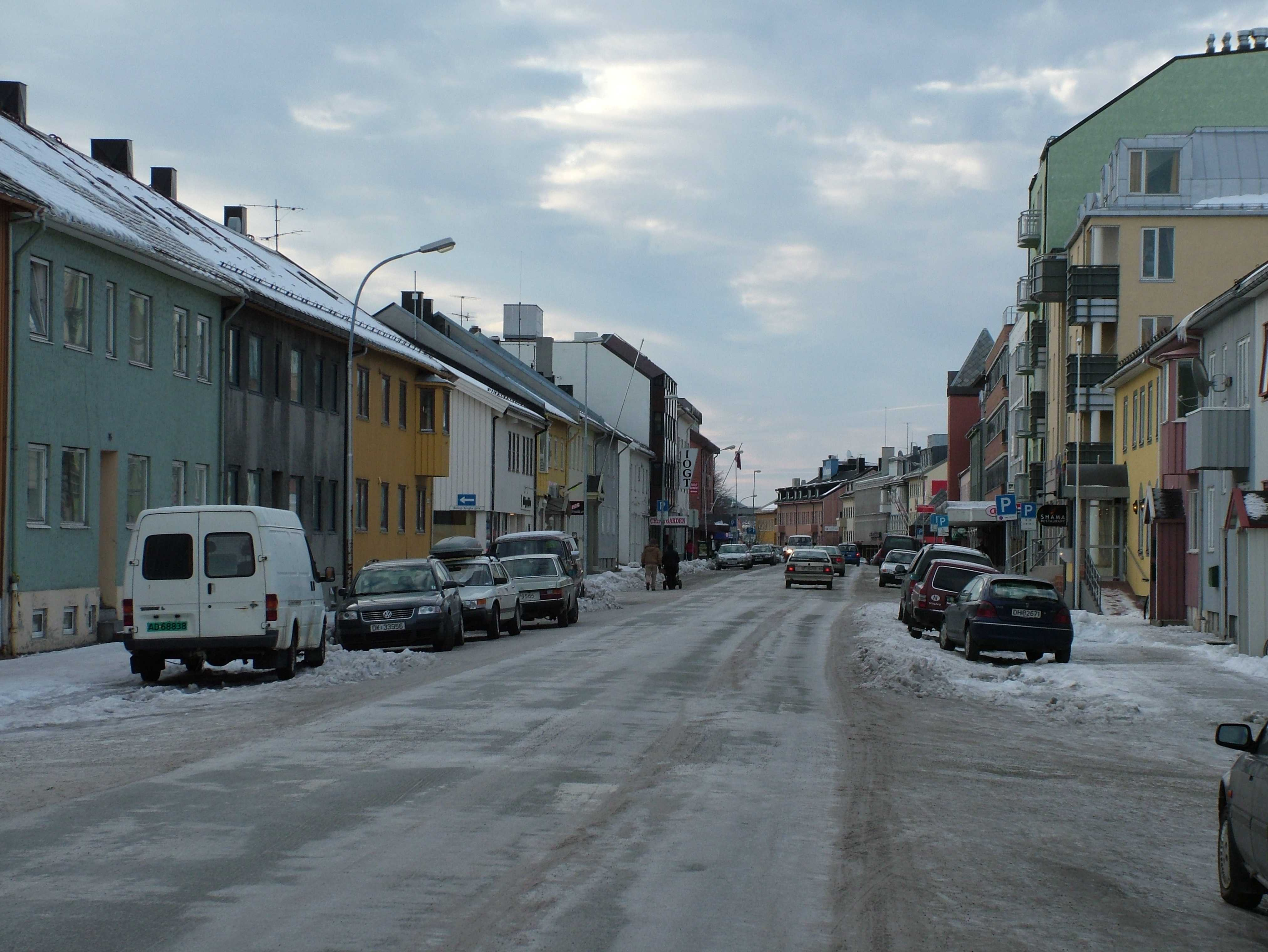
Bodø i februari 2005.

- Bodø domkyrka, byggd 1956. En treskeppig basilika med fina glasmålningar. Domkyrka för Sør-Hålogalands stift.
- Nordlandsmuseet med utställningar om fiskelivet, stadens historia och samernas liv och kultur.
- Norsk Luftfartsmuseum med flygplansutställning representerande Norges flyghistoria, bland annat spionplanet U 2.
- Bodins kyrka, en 1200-talskyrka som ligger cirka tre kilometer från centrum.
- Kjerringøy, en restaurerad handelsplats som ligger 38 kilometer utanför staden.
- Saltströmmen (Saltstraumen), den 50 kilometer långa Saltfjordens utlopp i havet, söder om staden. I ett ca 150 meter brett sund passerar enorma vattenmassor vid ebb och flod. Det kan handla om ca 372 miljoner kubikmeter vatten per timme, som har en medelhastighet på uppåt 30 kilometer i timmen.

## Skolor
Flera olika utbildningsinstitutioner finns här. Högskolan har ca 6.000 studenter. Här finns till exempel Norges enda, förutom i Oslo, polishögskola.

## Idrott
Stadens stolthet är fotbollslaget FK Bodø/Glimt, klubben bildades 1916. Laget har tre gånger kommit tvåa i Norges högsta serie, senast så sent som 2003. Man blev norska cupmästare 1975 och 1993 och kom till cupfinal 2003, den gången förlorade man dock mot Rosenborg BK.

## Tätorter
I Bodø kommun finns fyra tätorter:
- Bodø (centralort)
- Løding
- Løpsmarka
- Saltstraumen

Orten Misvær har tidigare räknats som en tätort men uppfyller inte längre kriterierna.

## Socknar
Inom Norska kyrkan är Bodø kommun indelad i sju socknar:
- Bodins socken
- Bodø domkyrkas socken
- Innstrandens socken
- Kjerringøy socken
- Rønviks socken
- Saltstraumens socken
- Skjerstad og Misværs socken

Socknarna ingår i Bodø domprosteri i Sør-Hålogalands stift.

## Politik

### Kommunvalet 2003
I kommunvalet 2003 blev antal representanter reducerat från 47 representanter till 39. Från den 1 januari 2005 fick stadsstyret två representanter till som ett resultat av sammanslagningen med Skjerstads kommun.
Ordförande idag är Odd-Tore Fygle från Arbeiderpartiet, viceordförande är Kirsten Hasvoll från Sosialistisk venstreparti.
| Parti                     | Procent | Procent | Röster | Röster | Mandat i stadsstyret | Mandat i stadsstyret | Mandat i ordförandeskapet |
| ------------------------- | ------- | ------- | ------ | ------ | -------------------- | -------------------- | ------------------------- |
| Parti                     | %       | ±       | totalt | ±      | totalt               | ±                    | totalt                    |
| Arbeiderpartiet           | 36,3    | −1,9    | 5462   | −83    | 14*                  | −4                   | 3                         |
| Høyre                     | 17,7    | −7,5    | 2685   | −1402  | 7                    | −5                   | 2                         |
| Sosialistisk Venstreparti | 15,0    | +5,2    | 2262   | +683   | 6                    | +1                   | 2                         |
| Fremskrittspartiet        | 16,0    | +7,5    | 2405   | +1037  | 6                    | +1                   | 1                         |
| Senterpartiet             | 4,4     | −1,0    | 666    | −214   | 3*                   | 0                    |                           |
| Kristelig Folkeparti      | 4,2     | −4,1    | 635    | −711   | 2                    | −1                   | 1                         |
| Rød Valgallianse          | 4,1     | −1,2    | 613    | −230   | 2                    | 0                    |                           |
| Venstre                   | 2,3     | −0,8    | 342    | −159   | 1                    | 0                    |                           |
| Total                     | 100%    | 100%    | 15043  | 15043  | 41*                  | 41*                  | 9                         |

- Arbeiderpartiet och Senterpartiet fick en representant var från tidigare Skjerstads kommun efter kommunsammanslagningen.